# Miss Ripley
Miss Ripley (미스 리플리?) è un drama coreano del 2011.

## Trama
Nata e vissuta in una condizione di estrema povertà, per ottenere un lavoro prestigioso la giovane Jang Mi-ri falsifica la propria laurea e non esita a "concedersi", spinta dall'avidità e dal desiderio di potere. Il suo capo si innamora realmente di lei, che tuttavia in contemporanea prosegue un'altra relazione con l'amministratore di un'importante società. Il doppio gioco non va tuttavia a buon fine.